# ティリニ・ジャヤシンゲ
ティリニ・ジャヤシンゲ（Thilini Jayasinghe、1985年1月15日-）はスリランカの女子バドミントン選手。
2006年にドーハで開催されたアジア競技大会のバドミントン女子シングルスに出場した。2008年には北京オリンピックに出場し、女子シングルスの1回戦でベトナムのニュエン・ヌン・リヌゴクに13-21、12-21で敗れた。